# Velodrom Brno

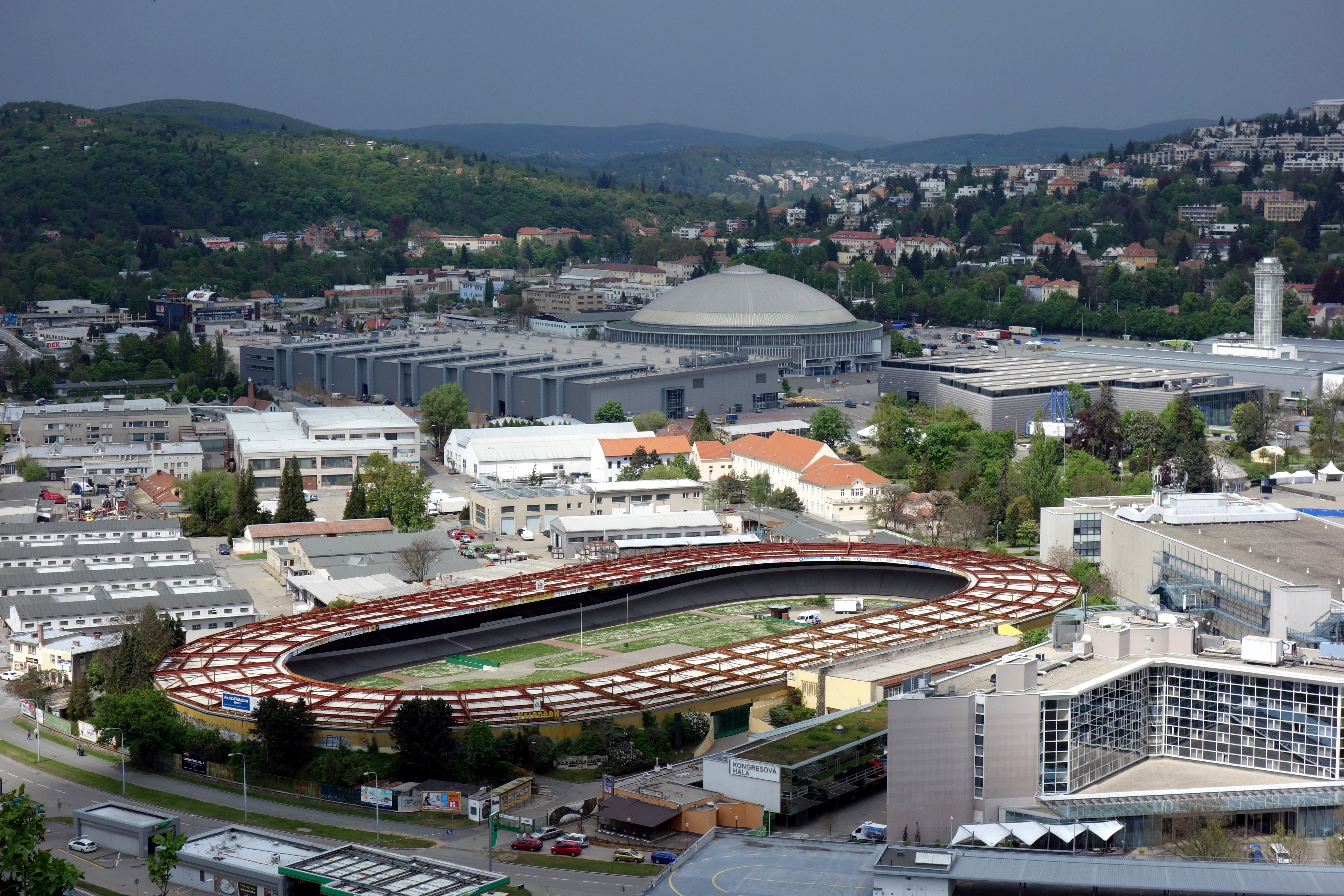
Außenansicht des Velodrom Brno

Das Velodrom Brno ist eine Radrennbahn im tschechischen Brünn. Die Rennbahn befindet sich auf dem Gelände des Messegeländes Brünn.

## Geschichte und Beschreibung
Die erste Radrennbahn wurde auf einem Grundstück von Viktor Bauer, einem Unternehmer der Zuckerindustrie, auf dem Gelände der heutigen Radrennbahn angelegt. Die ersten Rennen fanden auf ihr bereits im Jahr 1889 statt. Die Bahn bestand aus Lehm und war ursprünglich nur leicht geneigt. Nach dem Zweiten Weltkrieg erfolgte eine komplette Sanierung einschließlich einer Asphaltierung der Oberfläche. Bereits 1957 wurde Asphalt durch Beton ersetzt. In den Jahren 1967 bis 1969 wurde das Velodrom mit Blick auf die Bahnradsport-Weltmeisterschaften 1969 umgebaut und im Wesentlichen in den heutigen Zustand gebracht. Vorbild für den Umbau war das Mailänder Velodromo Maspes-Vigorelli einschließlich einer Teilüberdachung des Velodroms. 1981 wurden zum zweiten Mal die Bahnradsport-Weltmeisterschaften in Brünn ausgetragen.
Das Velodrom Brno ist eine Freiluftbahn, die eigentliche Bahn und die Zuschauertribüne sind überdacht. Die Bahn selbst ist aus Beton und hat eine Länge von 400 Metern und eine Breite von sieben Metern. Auf der Zuschauertribüne ist Platz für rund 14.000 Zuschauer.
Das Velodrom ist aufgrund der außergewöhnlichen Konstruktion der Betonbahn und der einzigartigen Konstruktion des Bahndachs und des Zuschauerraums in der Datenbank des tschechischen Nationalen Instituts für Denkmalpflege gelistet, steht jedoch nicht unter Denkmalschutz.
Das Velodrom ist die Heimbahn des Vereins TJ Favorit Brno und regelmäßiger Austragungsort der nationalen Meisterschaften in Tschechien. Jährlich finden der Grand Prix Brno und das Distanzrennen 500+1 Kolo (500 und eine Runde) auf dem Velodrom statt. Bis 2000 wurde das Sechstagerennen von Brno für Amateure, später für Elitefahrer auf der Bahn ausgetragen.